# Cryhavoc
Cryhavoc ist eine Melodic-Death-Metal-Band aus Helsinki, Finnland.
Der Bandname entstammt einem Zitat aus Shakespeares Drama Julius Cäsar („Cry, 'Havoc!' and let slip the dogs of war“) und ist ein Angriffssignal in der Jagd oder im Krieg.

## Geschichte
Cryhavoc wurden 1992 unter dem Namen Preprophecy als klassische Death-Metal-Band gegründet. Nach der Aufnahme mehrere Demos verließen 1996 der Bassist und der Schlagzeuger die Band. Als Ersatz wurden Taneli Nyholm (Babylon Whores) und Matti Roiha von der finnischen Band Absurdus eingestellt und der Bandname auf Ravensfall geändert. Als Absurdus einen Plattenvertrag erhielten, gingen Nyholm und Roiha zu ihrer Stammband zurück.
Mit den zwei neuen Mitgliedern – Kari Myöhänen und Pauli Tolvanen – wurde der Name der Band in die aktuelle Version Cryhavoc geändert. Ein Vertrag über mehrere Alben wurde bei Spinefarm Records unterschrieben. Im Januar 1998 begannen im Tico-Tico Studio in Kemi die Aufnahmen für das Debütalbum Sweetbriers, welches deutlich melodischer als die Demos ausfiel und im Mai desselben Jahres erschien.
Im August 1999 wurde das zweite Album Pitch Black Blues in Finnland veröffentlicht, kurz danach auch in Europa und im Dezember in Südamerika.
2005/2006 gab es noch vereinzelte Auftritte der Band.

## Diskografie
- 1993: A Tomb of Insanity (Demo)
- 1994: Season of Sorrows (Demo)
- 1995: unbetiteltes Demo
- 1998: Sweetbriers (Album)
- 1999: Pitch-Black Blues (Album)